# Gouvernement Martens I
Royaume de Belgique
Vanden Boeynants II Martens II
Le gouvernement Martens I fait suite aux élections législatives belges de 1978. Se forme alors une majorité composée de sociaux-chrétiens, de socialistes, et du FDF, concluant sur un nouveau gouvernement le 3 avril 1979. Deux jours plus tard, le Premier ministre Wilfried Martens prononce sa déclaration de gouvernement à la Chambre, ainsi qu'au Sénat.
Sous ce premier gouvernement Martens, il existe une distension croissante au sujet de la question bruxelloise entre la position flamande - essentiellement celle du C.V.P. (actuel CD&V)- et celle du FDF. 
Cette opposition de points de vue mènera à la démission des ministres du FDF, le 16 janvier 1980, ce qui entrainera la chute du gouvernement.

## Les élections législatives belges du 17 décembre 1978
À la suite de la démission du gouvernement Tindemans IV, fin 1978, Paul Vanden Boeynants forma un gouvernement provisoire reprenant la composition de son prédécesseur. En effet, Léo Tindemans ayant démissionné à la suite de l'échec du pacte d'Egmont. Ce gouvernement Vanden Boeynants II traita des affaires courantes de l'État, jusqu'à la formation du gouvernement Martens I.

### Les rapports de forces entre partis
Entre la démission du gouvernement Tindemans IV et les élections législatives du 17 décembre 1978, le parti socialiste s'est scindé en deux ailes : une francophone (PSB, actuel PS), et une autre flamande (BSP, actuel sp.a). 
Les résultats électoraux ont souligné une grande stabilité du corps électoral francophone. En effet, les socialistes et sociaux-chrétiens n'ont pas été pénalisés à cause de leur participation gouvernementale. Les résultats démontrèrent que le PSC (actuel CDH), ainsi que le PSB, n'avaient ni régressé ni augmenté leurs résultats électoraux, depuis les élections de 1977.
Par contre, côté flamand, le changement s'avère bien plus important. On fait face à une progression du PVV, ainsi qu'à la première élection d'un député du Vlaams Blok. 
Les sociaux-chrétiens flamands sortirent grand vainqueur de ces élections, malgré une légère régression en voix. Cela n'impacta guère leur représentation aux assemblées; ils gagnèrent, pour preuve, deux sièges. 
La seconde force politique flamande, le BSP obtint 20,9 % des voix en Flandre (soit son plus mauvais score). L'écart entre la première formation politique et le seconde ne fit que croître : les sociaux-chrétiens flamands ayant obtenu 43,52 % des suffrages.
Concernant la Volksunie, celle-ci connut, lors de ces élections, une lourde défaite. En effet, elle perd six sièges. Ces voix perdues profitèrent alors au P.V.V. ainsi qu'au Vlaams Blok, et non au CVP. La Volksunie se vit sanctionnée, ayant été fidèle au pacte d'Egmont, et plus particulièrement aux solutions dégagées pour la problématique bruxelloise.
Jusqu'en 1978, le FDF fut le parti dominant de Bruxelles. Par ailleurs, le 17 décembre 1978, il obtint un des meilleurs résultats de son histoire : 35,4 %. Il est à noter que le parti a réuni la majorité des suffrages bruxellois francophones, soit 50,85 %. Tel qu'en Flandre, l'écart entre la première force politique bruxelloise (FDF) et la seconde (PSC) a eu tendance à s'accroître. En effet, une différence de plus de 20,82 % se dessina entre les deux partis.

### La formation gouvernementale
À la suite de ces élections législatives, le C.V.P. disposa d'une majorité de blocage au Sénat pour le vote des lois à majorité spéciale. Étant donné que cette période est marquée par la volonté de réviser la Constitution, ce droit de blocage s'avèrera essentiel. 
Le PSB, quant à lui, demanda qu'il y ait une majorité significative dans chaque région; en effet, le parti souhaite former un gouvernement représentatif pour les trois régions. Dès lors, la présence du FDF, au sein du gouvernement, devint indispensable aux fins de respecter la volonté du Parti socialiste francophone. Sans le FDF, il n'y aurait pas eu de majorité significative dans la région bruxelloise. 
Concernant le Pacte d'Egmont (n'étant qu'un pacte de pacification communautaire), celui-ci fut conclu, en 1977, et visa l'achèvement de la réforme des institutions. 
L'accord de Stuyvenberg, lui succédant, souhaita préciser les dispositions contenues dans le pacte d'Egmont. 
La réforme prévue avait en fait pour ambition de créer quatre niveaux de décision politique : niveau de l'État, niveau de la communauté culturelle, niveau de la région et niveau de la commune. On sait également que ce pacte fera l'objet de nombreuses critiques en Flandre; alors qu'il fut soutenu par une fraction importante de la classe politique flamande (CVP, VU et BSP). Tout ceci se conclut par la démission du Premier ministre Tindemans, en octobre 1978, étant dans l'impossibilité de réunir une majorité dans le but de faire voter le pacte. 
Un parallèle est à faire avec le gouvernement Martens I, visant également à l'achèvement de la réforme des institutions. Cette réforme fut marquée par une envie d'opérer à un équilibre entre la volonté flamande (celle de communautarisation), et la volonté francophone (celle de régionalisation). Cependant, une place plus large sera réservée au Parlement, dans l'accord de gouvernement de Martens I. Et ceci, contrairement à la place donnée dans le pacte d'Egmont. 
Afin de faciliter l'adoption de cette réforme, il fut décidé d'opérer en trois phases : phase immédiate, phase transitoire et irréversible, phase définitive. 

## Composition du gouvernement
| Fonction | Titulaire | Titulaire                                                  | Parti |
| --- | --------- | ---------------------------------------------------------- | ----- |
| Premier ministre |           | Wilfried Martens                                           | CVP   |
| Vice-Premier ministre Ministre de la Défense nationale                                                                              |           | Paul Vanden Boeynants à partir du 15.10.79: José Desmarets | PSC   |
| Vice-Premier ministre Ministre des affaires économiques                                                                             |           | Willy Claes                                                | BSP   |
| Vice-Premier ministre Ministre du Budget                                                                                            |           | Guy Spitaels                                               | PS    |
| Ministre de la Justice |           | Renaat Van Elslande                                        | CVP   |
| Ministre des Affaires étrangères |           | Henri Simonet                                              | PS    |
| Ministre de la Prévoyance sociale et des Pensions                                                                                   |           | Alfred Califice                                            | PSC   |
| Ministre de la Fonction publique et des Réformes institutionnelles                                                                  |           | Willy Calewaert                                            | BSP   |
| Ministre de l'agriculture et des Classes moyennes                                                                                   |           | Albert Lavens                                              | CVP   |
| Ministre des Communications |           | Jos Chabert                                                | CVP   |
| Ministre de l'Éducation nationale                                                                                                   |           | Jef Ramaekers                                              | BSP   |
| Ministre des Affaires communautaires néerlandaises                                                                                  |           | Hendrika De Backer-Van Ocken                               | CVP   |
| Ministre de la Santé publique et de l'Environnement                                                                                 |           | Luc Dhoore                                                 | CVP   |
| Ministre des Finances |           | Gaston Geens                                               | CVP   |
| Ministre du Commerce extérieur et de la Politique scientifique                                                                      |           | Lucien Outers démissionne le 16.1.80                       | FDF   |
| Ministre des Affaires bruxelloises                                                                                                  |           | Léon Defosset démissionne le 16.1.80                       | FDF   |
| Ministre des affaires wallonnes |           | Jean-Maurice Dehousse                                      | PS    |
| Ministre des Travaux publics |           | Guy Mathot                                                 | PS    |
| Ministre des Postes, Télégraphes et Téléphones                                                                                      |           | Robert Urbain                                              | PS    |
| Ministre de la Coopération au Développement                                                                                         |           | Mark Eyskens                                               | CVP   |
| Ministre de l'Emploi et du Travail                                                                                                  |           | Roger De Wulf                                              | BSP   |
| Ministre de l'Éducation nationale                                                                                                   |           | Jacques Hoyaux                                             | PS    |
| Ministre de l'Intérieur et des Réformes institutionnelles                                                                           |           | Georges Gramme                                             | PSC   |
| Ministre des affaires flamandes |           | Marc Galle                                                 | BSP   |
| Ministre des affaires communautaires françaises                                                                                     |           | Michel Hansenne                                            | PSC   |
| Secrétaire d'État aux affaires bruxelloises                                                                                         |           | Guy Cudell                                                 | PS    |
| Secrétaire d'État aux affaires wallonnes                                                                                            |           | Antoine Humblet à partir du 15.10.79: Philippe Maystadt    | PSC   |
| Secrétaire d'État aux affaires communautaires françaises                                                                            |           | François Persoons démissionne le 16.1.80                   | FDF   |
| Secrétaire d'État aux affaires flamandes à partir du 9.7.79: secrétaire d'État à la Communauté néerlandaise et à la Région flamande |           | Paul Akkermans                                             | CVP   |
| Secrétaire d'État aux affaires communautaires néerlandaises                                                                         |           | Rika Steyaert                                              | CVP   |
| Secrétaire d'État aux affaires bruxelloises                                                                                         |           | Lydia de Pauw-Deveen                                       | BSP   |
| Secrétaire d'État aux affaires flamandes à partir du 9.7.79: secrétaire d'État à la Communauté néerlandaise et à la Région flamande |           | Daniël Coens                                               | CVP   |
| Secrétaire d'État aux affaires wallonnes                                                                                            |           | Bernard Anselme                                            | PS    |

## Déclaration gouvernementale du Premier ministre

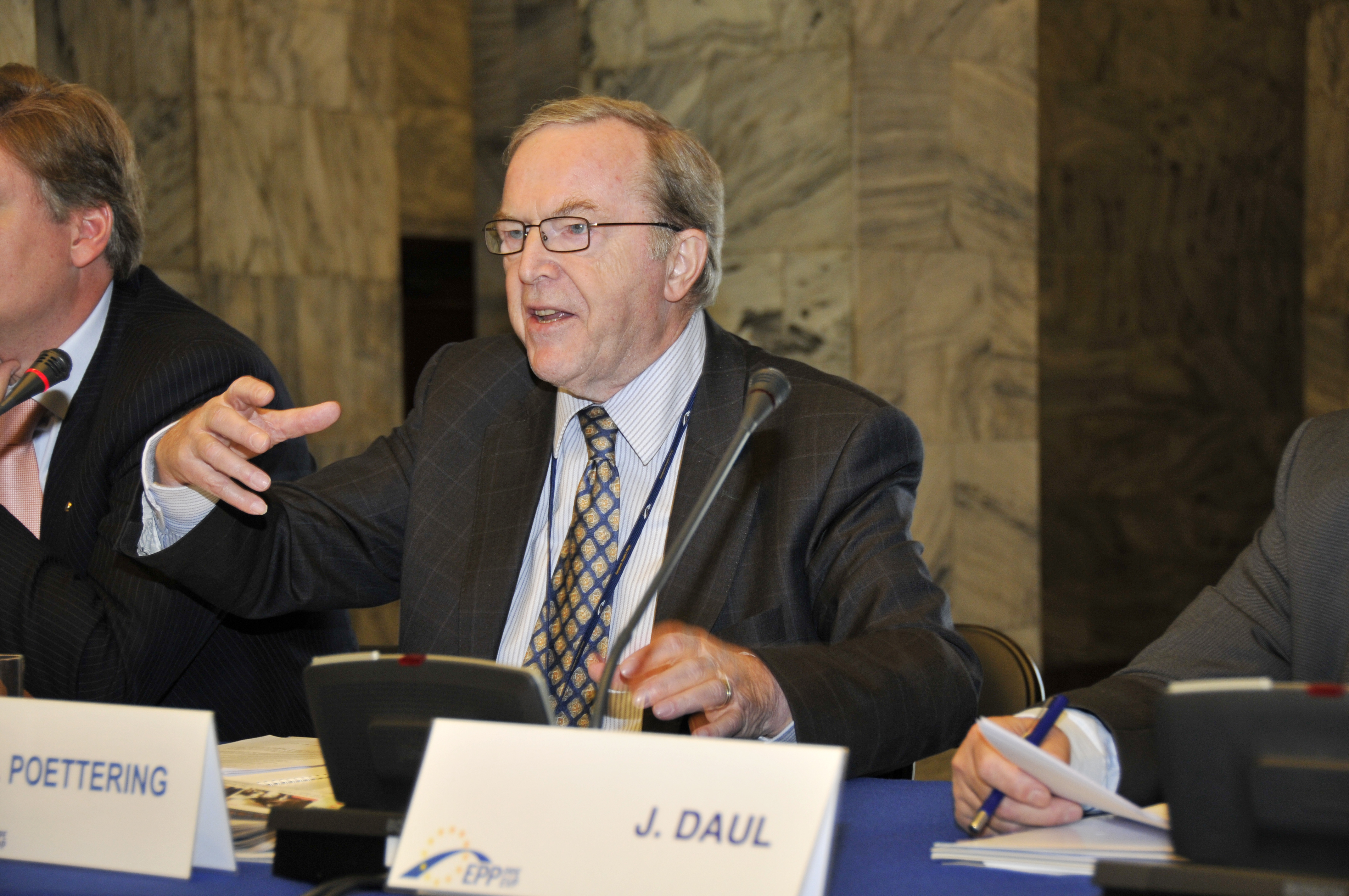
Wilfried Martens (Premier ministre)

Le nouveau Premier ministre Wilfried Martens lit, le 5 avril 1979, devant la Chambre et le Sénat, sa déclaration gouvernementale. 
La grande crise que traverse la Belgique, à cette période, semble être le premier tracas du Premier ministre. En effet, la situation en Belgique est alors précaire : désindustrialisation croissante (surtout dans le sud du pays), chômage, une perte de vitesse des investissements nouveaux... Une crise socio-économique touchant chaque couche de la société, ainsi que les finances publiques. Martens parle alors d'une nécessité de coopération entre le gouvernement et le Parlement. Tous deux se doivent d'avancer, « main dans la main », afin que le tout nouveau gouvernement puisse être stable. Ce besoin de stabilité, perdu depuis peu à la suite d'une absence de gouvernement en 1977, permettrait à la politique de cette nouvelle législature de faire bouger les choses. 
Le Premier ministre insiste sur une volonté de restaurer la confiance entre communautés et régions. Pour ce faire, il annonce vouloir laisser une certaine liberté à ces entités fédérées afin qu'elles puissent veiller, au mieux, au bien-être de la société belge. Dans le but de protéger les besoins de leurs citoyens, il est alors convenu que les communautés et régions puissent alors définir des politiques appropriées aux objectifs escomptés; politiques qui feront l'objet de déclarations gouvernementales appropriées. 
La réforme de l'État préoccupe également le gouvernement fraîchement élu. Il voit en cette réforme la création de cadres institutionnels, grâce auxquels l'État, les régions et communautés pourront assurer leurs propres responsabilités. Dans la réforme, il sera également question de modifier un petit nombre d'articles constitutionnels et d'attribuer des matières personnalisables aux communautés culturelles. Leur autonomie n'en sera qu'élargie et renforcée. 
Au niveau des objectifs, ceux-ci sont majoritairement d'ordre social; aidant également les entreprises - alors, en perte de vitesse. Ils visent la réduction du temps de travail, le recrutement de personnel supplémentaire, ainsi que l'amélioration de la rentabilité des entreprises. Tant au niveau national qu'au niveau européen, Wilfried Martens fait également état d'une volonté d'améliorer la politique énergétique. 

## Événements marquants de la période
Cette période est avant tout marquée par une crise institutionnelle; et est également accompagnée d'une instabilité économique.

### Au niveau international
Sous le gouvernement Martens I, la Belgique connaît une grande période de crise et d'instabilité. Lié à celle-ci, il est important de noter qu'un essoufflement économique fait rage, à cette époque, sur la scène internationale. Cet essoufflement arrivant majoritairement des pays du Moyen-Orient fut engendré par la chute du shah d'Iran - qui découlera sur une grande crise pétrolière.
En effet, le 8 septembre 1978, des émeutes - qualifiées sous le nom de Vendredi noir - firent rage à Téhéran. Ces bouleversements politiques perpétrés dans la capitale iranienne amenèrent alors à la déposition du shah, en janvier 1979. Ce renversement du shah fit entrer le pays sous la domination de la République islamique. 
Étant donné que l'Iran était à ce moment-là l'un des principaux exportateurs de pétrole; la production mondiale fut alors complètement perturbée par cette révolution. C'est le début de la seconde crise pétrolière. 
La hausse du prix du pétrole toucha directement la Belgique; et ne fit que renforcer sa période de troubles économiques. Tout comme dans la majorité des pays industrialisés, la Belgique connaît alors une baisse générale des investissements ; ainsi « qu'un renchérissement du coût de l'énergie qui oblige ces mêmes pays à investir prématurément dans certaines énergies de substitution ». 
Concernant la question de l'implantation de missiles nucléaires en Belgique, il existe trois problèmes. 
Premièrement, le droit international - régissant les règles d'implantation d'armes nucléaires sur le territoire belge - se doit d'être respecté par les autorités publiques belges en cette matière. Deuxièmement, un problème de répartition des compétences, entre l'exécutif et le législatif, se pose. L'exécutif donne en effet son autorisation à l'implantation des missiles nucléaires, sans pour autant requérir l'assentiment des Chambres. Or ici, la question à se poser est de savoir si le Parlement - et son accord - peuvent être évités lorsque l'on traite des questions relevant de l'avenir de la nation. Troisièmement, nombreux sont ceux qui déplorent une perte de la souveraineté belge. Effectivement l'accord qui a été fait entre les États-Unis et la Belgique conclut que seuls les États-Unis d'Amérique ont le droit d'utiliser et de contrôler leurs armes nucléaires implantées sur le sol belge. 
Ce problème d'implantation des armes nucléaires - menant à bon nombre de crispations autour de cette question - a d'autant plus fragilisé le gouvernement Martens I. 
À côté des questions d'ordre économique et celles d'ordre institutionnel, il existait également des questions relatives aux armes nucléaires. Ces trois problèmes majeurs acculèrent encore un peu plus le premier gouvernement de Wilfried Martens. 

### Au niveau national
La Belgique connut, sous le gouvernement Martens I, une crise institutionnelle. Ledit gouvernement tente d'achever la réforme des institutions, en vue d'appliquer plusieurs dispositions révisées ou introduites par la troisième réforme de l'État. Trois phases furent en effet prévues : une première immédiate, une seconde transitoire et irréversible, une troisième définitive. Par ailleurs, afin de faciliter cette réforme, il fut décidé de laisser un plus grand pouvoir d'appréciation aux Chambres. 

#### La phase immédiate
Au sein de cette première phase, les exécutifs régionaux et communautaires furent créés. Par la suite, il fut défini les compétences respectives de ces exécutifs : ajout des matières personnalisables aux institutions communautaires ; ainsi que la transformation de certaines compétences fédérales en compétences régionales. Par ailleurs, dans cette phase, fut privilégiée l'asymétrie des exécutifs. 
La phase immédiate avait en effet pour but d'organiser l'État autour de deux grandes communautés et de trois régions ; tout en prévoyant la fusion de la communauté flamande avec la région flamande. 
Également, il est à noter que les administrations se voient régionalisées - par l'arrêté royal du 17 avril 1979 - en créant quatre ministères de régions et communautés, en vue de préparer la mise en place des régions.

#### La phase transitoire et irréversible
Suite de la précédente phase, la phase transitoire et irréversible se réalise à la fois sur le plan constitutionnel, mais également législatif. En effet, au niveau de l'aspect constitutionnel, il fut tenté - dès cette phase - de modifier certains articles de la Constitution, et même d'en introduire. Par exemple, on tenta d'insérer un nouvel article 3quater , en vue de consacrer les trois régions reconnues implicitement par l'article 107quater de la Constitution. Autre exemple est le nouvel article 26bis, en vue d'accorder une force juridique équivalente entre les lois, décrets et ordonnances. 
Par ailleurs, deux projets de loi furent déposés : un projet de loi spéciale relatant les dispositions primordiales de la réforme de l'État ; ainsi qu'un projet de loi ordinaire visant l'organisation du financement des régions et des communautés. De plus, ce dernier projet régla les éventuels conflits entre les normes juridiques des différents pouvoirs et les conflits d'intérêts entre les différentes entités fédérées.

##### La commission du Sénat
Dès les premiers jours de cette commission, les Flamands imposèrent leur refus de voter cette phase transitoire, de peur que cette dernière porte préjudice aux revendications linguistiques qu'ils défendent dans la phase définitive. De plus, les provocations constantes du partenaire principal du gouvernement fédéral - le CVP - ne cessent de provoquer les partis francophones - et plus singulièrement le FDF. Les élus du CVP déposèrent de multiples amendements en vue de limiter la région bruxelloise aux dix-neuf communes ; ainsi que d'accorder un statut particulier à ladite région. 
Lors de la cinquième séance du 21 novembre 1979, le gouvernement connaît sa première grande crise. En effet, les sénateurs francophones se levèrent et coupèrent court à la séance, mettant ainsi un terme aux travaux de la commission. Ceci avait pour but de présenter l'amendement déposé par le CVP et voté par la majorité flamande contre la minorité francophone, aux instances de leurs partis respectifs. Cet amendement visait à modifier le projet du gouvernement ; lui-même prévoyant que le conseil de la région bruxelloise soit composé d'une part, par les Flamands élus dans l'arrondissement électoral de Bruxelles (et domiciliés dans l'arrondissement administratif de Bruxelles-Capitale), et d'autre part, par les francophones élus dans l'arrondissement électoral de Bruxelles. 
Le sénateur CVP, ayant déposé l'amendement, tenta d'imposer une condition de domiciliation, tant aux Flamands qu'aux francophones. 
Afin de calmer les esprits, le gouvernement prévit un nouveau texte. Il y privilégia l'option de domiciliation, tout en indiquant le fait que les députés, n'ayant de siège dans aucun des conseils régionaux, aient cependant le droit de siéger dans le conseil régional de Bruxelles. Cette dernière clause dérogatoire satisfit immédiatement les partis francophones : en effet, le FDF comptait deux députés dans l'arrondissement administratif d'Hal-Vilvorde. Le gouvernement réussit sa mission. L'amendement fut en effet adopté par la majorité, contre l'opposition. 
En conclusion, le travail en commission fit ressortir que seuls les membres du Parti socialiste et du FDF, défendaient encore le projet du gouvernement. Le CVP, quant à lui, ne faisant que ralentir le travail de ladite commission. 

##### L'impact du Congrès du CVP (16 décembre 1979) sur le gouvernement fédéral
Les ténors et militants du CVP, lors de ce Congrès, indiquèrent que la région de Bruxelles n'est pas une région comme une autre. Selon eux, cette région doit d'être limitée aux dix-neuf communes ; les ordonnances adoptées par le conseil régional bruxellois ne doivent en aucun cas avoir la même force juridique que les autres normes votées en Belgique. En effet, cette région doit se trouver sous la tutelle du gouvernement fédéral. Le pouvoir décisionnel (tant législatif qu'exécutif) à Bruxelles se doit d'être paritaire : 50 % de Flamands et 50 % de francophones. 
Par ailleurs, au cours de ce Congrès, il est voté une motion précisant la liaison entre la deuxième et la troisième phases de la réforme de l'État. Une volonté de passer directement à la phase définitive se marqua. 
Finalement, les idées et positions sorties du Congrès furent interprétées comme un reniement de l'accord gouvernemental ; et provoquèrent, par conséquent, la colère du FDF et des socialistes. 

##### La tentative de résolution du Premier ministre
En vue de créer un climat de confiance entre les différents partenaires du gouvernement, ainsi que de satisfaire les positions de chaque parti, Wilfried Martens dégage une nouvelle proposition. 
Ce dernier souhaite réduire le nombre d'articles constitutionnels - soumis à révision lors de la seconde phase - et que les ordonnances (adoptées durant la seconde phase) soient comparées à des arrêtés royaux pris sur base des lois de pouvoirs spéciaux. 
Dans cette nouvelle proposition d'accord, le Premier ministre dit explicitement que la région bruxelloise aura moins de compétences que les autres régions. 
En vue de satisfaire les socialistes francophones, il est noté que - même si la phase finale de la réforme de l'État n'est pas réalisée le 31 décembre 1982 - la loi créant des institutions régionales et communautaires provisoires restera en vigueur. Cette idée vise en fait à garantir la régionalisation. 
La solution dégagée par le Premier ministre est rejetée par le FDF et les socialistes ; ce pourquoi il propose une nouvelle proposition, le 9 janvier 1980. Contrairement à la première proposition, Martens ne veut plus modifier la Constitution lors de la seconde phase. D'autre part, les discussions sur la phase définitive de la réforme de l'État sont dorénavant concomitantes avec la phase transitoire. Les Flamands peuvent dès lors défendre au mieux - dans les deuxième et troisième phases - leur revendication. 
La deuxième phase se voit ainsi limitée à tout ce qui est provisoire ; on enlève le terme "irréversible". 
Martens, dans cette solution, met en exergue le fait que l'autonomie régionale sera mise sur un pied d'égalité avec l'autonomie communautaire. Ainsi, il reçoit l'appui des socialistes francophones. 
Le FDF, quant à lui, se montra quelque peu réticent.

## L'échec gouvernemental

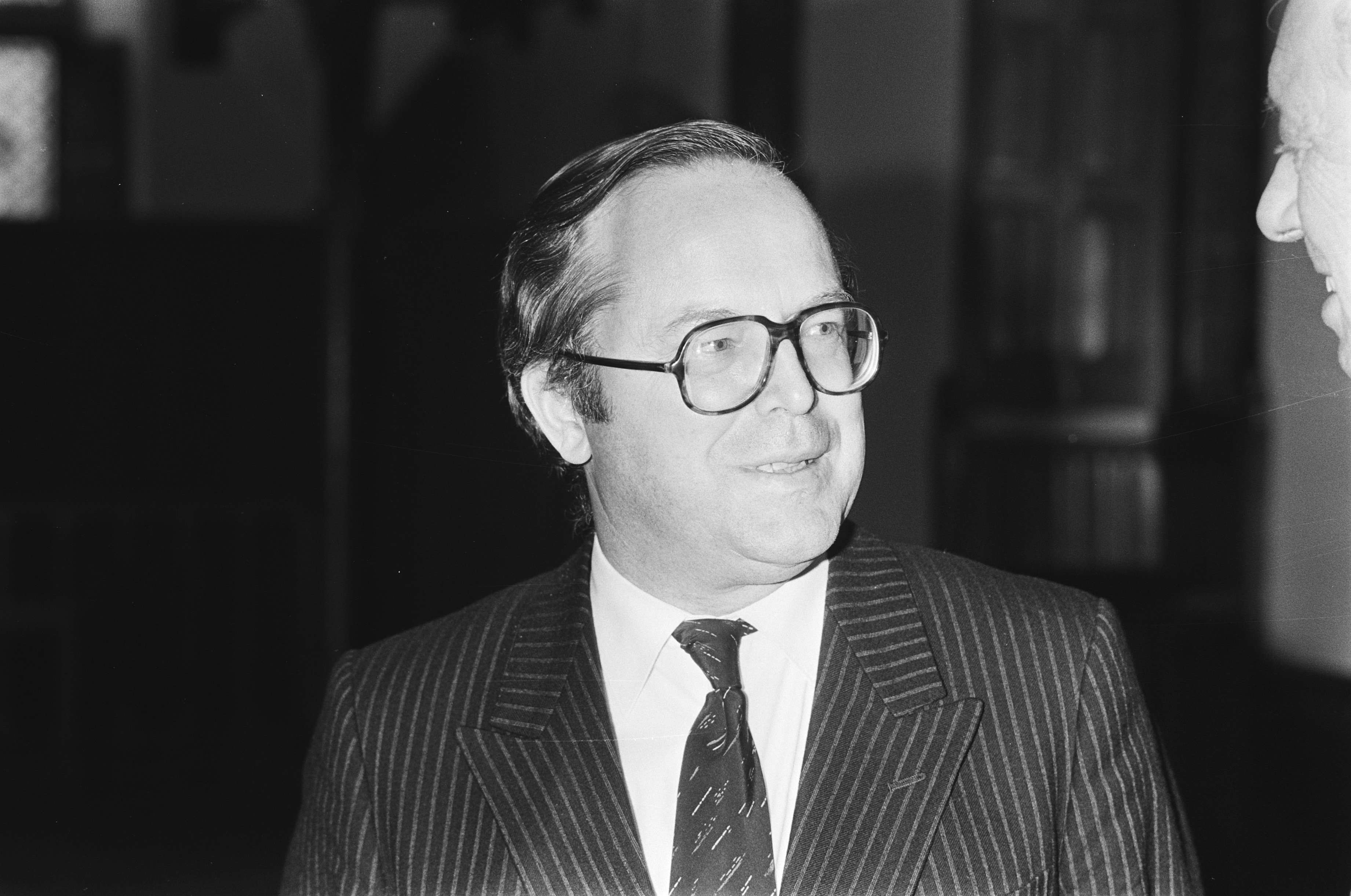
Wilfried Martens au Conseil consultatif interparlementaire du Benelux à La Haye, Pays-Bas.

En vue d'accorder sa confiance à la nouvelle proposition de Martens, le FDF exige qu'un accord se crée entre les trois partis francophones. Le parti souhaite en effet garantir une sorte de front francophone, en vue de pallier les éventuelles tentatives flamandes de modifier l'accord de base. Il est prévu dans cet accord, qu'en cas de décision contraire à leur volonté - touchant finalement à leurs intérêts -, les trois partis francophones déclencheront la procédure de la sonnette d'alarme. 
Cet accord fut bien entendu vu d'un mauvais œil par la majorité des Flamands. Ces derniers s'opposent alors à l'accord francophone, ainsi qu'à l'emploi de la procédure de la sonnette d'alarme. 
Vu la réticence flamande, le FDF décide de ne pas donner sa confiance à la nouvelle proposition de Martens ; les ministres FDF ne concèdent guère leur aval. Martens veut alors savoir s'il serait possible de trouver un moyen d'entente avec ces ministres. Cependant, ces derniers se montrent dubitatifs et s'opposent au Premier ministre. Wilfried Martens choisit alors de se rendre chez le Roi afin de procéder à la démission - forcée - des ministres en question. 
Cette démission est vue différemment par la presse flamande et francophone. En effet, les journaux flamands saluent la décision du Premier ministre, estimant que le FDF faisait trainer les choses et n'apportait guère de solutions efficaces afin de sortir le pays de ses problèmes institutionnels. À l'inverse, la presse francophone critique la décision de Martens et incrimine le sort réservé aux ministres chassés du gouvernement. 
À la suite de ladite démission du 16 janvier 1980, le gouvernement Martens II est alors formé et se compose de chrétiens et socialistes. 